# Left 4 Dead
Left 4 Dead és un videojoc d'acció en primera persona, cooperatiu i asimètric del gènere «survival horror», desenvolupat per Turtle Rock Studios i publicat per Valve Corporation. El joc utilitza el motor gràfic de Valve, Source, i està disponible per a Microsoft Windows, Xbox 360 i macOS. El desenvolupament del joc es va completar el 13 de novembre de 2008, i dues versions foren llançades digitalment: una versió digital descarregable, llançada el 17 de novembre de 2008, i una versió digital en discs, amb una presa de llançament determinada per regió. La versió digital en discs va ser llançada a Nord Amèrica i Austràlia el 18 de novembre de 2008; i a Europa el 21 de novembre del mateix any. Left 4 Dead va ser llançat per a macOS el 28 d'octubre de 2010.
Ambientat durant els inicis d'un brot de zombis a tot el món, el joc enfrontava als seus quatre protagonistes - coneguts com els "sobrevivents" - contra les ordres d'infectats, intentant trobar una manera d'escapar d'aquesta pandèmia apocalíptica. Hi ha quatre modes de joc: un mode d'un jugador en solitari en el qual els personatges aliats són controlats per la intel·ligència artificial; un mode de campanya cooperatiu per a quatre jugadors; un mode d'enfocament per a vuit jugadors; i un mode de supervivència per a quatre jugadors. En tots els modes, una intel·ligència artificial, denominada "Director", controla l'estimació del nivell i les ubicacions dels elements, en un concepte per crear una experiència dinàmica i augmentar el valor de repetició.
Left 4 Dead va rebre l'aclamació mundial pels mitjans de la indústria després de la seva execució, que es va despertar per la seva re-jugabilitat, enfocaments en joc cooperatiu i una experiència cinematogràfica. Tot i així, diverses proves foren dirigides a una selecció de nivell limitat i a la falta d'una narració. El joc ha guanyat diversos premis d'actualització, així com distincions de l'Acadèmia de les Arts i les Ciències Interactives i l'Acadèmia Britànica de les Arts Cinematogràfiques i de la Televisió. Com es va parlar amb Team Fortress 2, Valve va complementar el joc amb un contingut descarregable gratuït. El primer, amb el paquet de Supervivència (Survival Pack), va ser llançat el 21 d'abril de 2009; el segon contingut va ser presentat en forma d'una nova campanya titulada Crash Course, llançada el 29 de setembre de 2009 per a PC i Xbox 360.
La popularitat del joc va portar al desenvolupament d'una secció titulada Left 4 Dead 2, que es va llançar el 17 de novembre de 2009. Un nou mapa per a activitats empresarials, titulat The Sacrifice, va ser llançat el 5 d'octubre de 2010. El juliol de 2012, Totes les campanyes de Left 4 Dead van ser traslladades a Left 4 Dead 2, amb una suport multiplataforma i multijugador entre les versions de Microsoft Windows i macOS del joc.

## Argument
Pennsilvània està sufrint un brot de "grip verda", un patògen altament contagiós que causa extrema d'agressió, mutació a les cèl·lules del cos i pèrdues de funcions cerebrals superiors (essencialment, zombificant a les seves restriccions contra la grip). Dues setmanes després de la primera infecció, quatre persones sobrevivents: - William "Bill" Overbeck, un veterà de la guerra del Vietnam; Zoey, un estudiant universitari; Louis, un gerent de contes del districte; i Francis, un "motero" al marge de la llei - recorren la ciutat de Fairfield, per acabar descobrint que la infecció està creant mutacions més perilloses en alguns dels seus hostes. Després d'evitar per poc a aquests nous infectats, juntament amb hordes de zombis, els supervivents son alertats de la presència d'un punt d'evacuació a l'origen de l'hospital Misericòrdia per un helicòpter de notícies que sobreveu entorn. Obrint-se el pas a través dels carrers, el metro i les clavagueres de la ciutat, són rescatats pel pilot a la zona de l'hospital, per a descobrir que està infectat.
Amb la Zoey veient-se obligada a matar-lo, l'helicòpter s'estavella en un districte industrial als afores de la ciutat. Al trobar un camió de repartiment blindat, els supervivents ho fan servir per dirigir-se a al poble de Riverside. No obstant això, ells troben el camí bloquejat i recorren la resta a peu. Després d'una trobada amb un delirant supervivent infectat a l'església local, descobreixen que el poble també va ser envaït, motiu pel qual decideixen dirigir-se a una cabanya propera al riu per demanar ajuda. Posant-se en contacte amb un petit vaixell pesquer, els supervivents aconsegueixen arribar a la ciutat de Newburg a l'altre costat de riu, per acabar trobant gran part d'ella en flames. Buscant cobertura en un gran hivernacle, el grup observa un avió militar passar per sobre d'ells, el que els porta a viatjar a través de districte financer de la ciutat cap a l'Aeroport Metropolità Internacional. Arribant cap allà, el grup descobreix que, en un intent per contenir la infecció, els militars han bombardejat l'aeroport; però, la pista està en gran part intacta, cosa que permet els supervivents proveir-se de combustible i escapar amb l'avió militar, que es trobava esperant-los.
Malgrat aquest aparent rescat, l'avió també s'estavella, i els supervivents un cop més es troben sols als afores del Bosc Nacional d'Allegheny. Seguint una sèrie de vies de tren a través de l'àrea, el grup arriba a un lloc militar abandonat, però en funcionament. Després de respondre a una transmissió en ràdio, els supervivents prenen la seva última posició contra les hordes de zombis, abans que un transport blindat de personal militar arribi per transportar-los al nord-est d'una zona segura, implicada en ser una de les poques àrees no infectades de país que encara segueixen en peu. No obstant això, els supervivents són portats en una instal·lació militar, sent informats que la seva immunitat es deu al fet que són els portadors de la infecció, escampant inadvertidament per tot el món. Ells són retinguts temporalment pels militars abans que la instal·lació sigui envaïda pels infectats. Els quatre escapen en un tren i viatgen al sud davant la insistència d'en Bill, que creu que poden trobar seguretat a llarg termini dels infectats a les illes dels Keys de Florida.
A la ciutat portuària de Rayford, els supervivents troben un barco, però han d'aixecar un vell pont rovellat alimentat per un antic generador perquè el barco arribi a aigües obertes, assegurant que el soroll de la maquinària alertarà a una gegantesca horda de zombis. No obstant això, el generador cedeix en l'últim minut per la qual cosa Bill es sacrifica per reiniciar-lo, permetent que els altres puguin posar-se fora de perill. Després d'esperar que la horda es dispersi, els tres es troben quatre supervivents i mouen el barco cap a l'altre costat del pont, ajudant-los a tornar a baixar-lo perquè puguin creuar en el seu automòbil. Finalment, Louis, Zoey i Francis tornen al vaixell i parteixen rumb als Keys de Florida, complint el desig d'en Bill de mantenir-los fora de perill.

## Jugabilitat
Left 4 Dead és un videojoc d'acció en primera persona en què el jugador pren el control d'un dels quatre supervivents; si no hi ha jugadors humans disponibles, els supervivents restants són bots controlats per la intel·ligència artificial. Ells juguen a través dels nivells, combatent als infectats: humans que han estat infectats amb un virus similar a la ràbia que causa psicosi. Tot i que els supervivents són els principals portadors de la malaltia, no mostren signes de símptomes.
El joc se centra en la cooperació i el treball en equip i, per tant, evita algunes convencions de "realisme" habituals en la majoria dels jocs d'acció en primera persona del gènere més ampli; els esquemes de colors dels companys d'equip són visibles a través de les parets per ajudar els jugadors a unir-se i coordinar el seu moviment. Si un supervivent cau d'una cornisa, es pot aferrar automàticament a ella i només pot rebre ajuda d'un altre supervivent. Si la salut d'un supervivent s'esgota, queda incapacitat i només pot ser reviscut per un altre supervivent, moment en el qual continuen jugant amb una quantitat baixa de salut que disminueix amb el temps. Si un supervivent ha estat incapacitat i reviscut dues vegades sense atendre les seves ferides, experimentarà una visió distorsionada en blanc i negre; la següent incapacitació matarà al personatge. Si un supervivent rep suficient dany mentre està incapacitat, o si els seus companys d'equip no l'ajuden, el personatge incapacitat morirà. Durant la manera campanya, si un supervivent mor, tornarà a aparèixer en un armari o un altre espai tancat després d'un període (excepte durant els punts clau de l'escenari), però un altre supervivent haurà alliberar per tornar a unir-se a l'equip. Altrament, el jugador ha d'esperar fins al següent nivell. La intel·ligència artificial és incapaç d'accedir als armaris, de manera que si tots els supervivents han estat assassinats o incapacitats, els jugadors hauran de reiniciar des de l'últim punt de control. Els supervivents poden compartir farmacioles de primers auxilis i pastilles pel dolor, ajudant-se mútuament a curar. Left 4 Dead també compta amb foc amic (que no causa dany en la manera de dificultat fàcil), pel que augmenta la necessitat de precaució pel que fa a altres supervivents.
Els supervivents es comuniquen mitjançant comandaments de veu als que s'accedeix mitjançant menús ràpids, i alguns poden sonar automàticament al dur a terme accions com recarregar o detectar infectats. S'han registrat més de 1.000 línies úniques per a cada supervivent. La comunicació addicional de les accions del jugador es transmet a través de les llums dels personatges. A més, les llanternes a les armes i les brocals apaga-flames ajuden als jugadors a determinar si els seus companys estan disparant, realitzant atacs cos a cos, recarregant o movent-se. A causa de problemes de control i la probabilitat que els jugadors facin servir auriculars, la versió de Xbox 360 per Left 4 Dead omet la funció de frases ràpides.
El joc s'experimenta a través de sis campanyes que tenen lloc en diversos llocs urbans i rurals. Múltiples suggeriments visuals en el joc, incloses les plaques de matrícula, senyals d'estacionament, marques en l'equip de l'aeroport i les línies de diàleg parlades pels supervivents, suggereixen que aquestes ubicacions estan a Pennsilvània, i de manera similar, uns murs commemoratius amb els noms dels que van morir en la infecció (en realitat, els noms de l'equip de desenvolupament del joc), juntament amb les seves dates de naixement i mort, suggereixen que els esdeveniments del joc tenen lloc a l'octubre de 2009. Cada campanya es divideix en sis capítols (excepte Crash Course, que té dos capítols, i The Sacrifice, que té tres) marcats per refugis, que són punts de control on els jugadors es poden curar, tornar a armar i reviure als personatges que van ser assassinats. Específicament, les quatre campanyes són: No Mercy, un entorn urbà que culmina a terrat d'un hospital; Death Toll, un petit poble i entorn rural; Dead Air, situat en un aeroport; i Blood Harvest, un gegantí bosc i una granja. El 29 de setembre es va llançar una campanya de dos nivells: Crash Course, que es desenvolupa als afores d'una petita ciutat industrial; mentre que The Sacrifice és una campanya de tres nivells llançada el 5 d'octubre de 2010, amb un escenari industrial proper a un port a Geòrgia. Els nivells tenen començaments i finals diferents, però hi ha una sèrie de rutes alternatives a seguir amb més subministraments, el que ajuda a crear una sensació de no linealidad. En l'últim capítol de cada campanya, els jugadors han de defensar una posició d'una immensa allau de zombis fins que arribi el rescate. Cada campanya sol durar entre 20 i 75 minuts depenent del nivell de dificultat. Totes les versions de plataforma del joc utilitzen un sistema de desbloqueig de recompenses.

### Personatges supervivents
Hi ha quatre protagonistes en el joc: Francis, un motorista al marge de la llei (expressat per Vince Valenzuela), Bill, un veterà de la guerra del Vietnam (expressat per Jim French), Zoey, una estudiant universitària (expressada per Jen Taylor) i Louis, un gerent de comptes de districte (expressat per Earl Alexander). Els primers plans del joc eren que els jugadors fossin assignats aleatòriament als personatges, però en la versió final, els jugadors poden triar qualsevol personatge, sempre que encara no hagi estat seleccionat, o se'ls pot assignar un personatge no seleccionat a l'atzar. A part de les aparences, tots els personatges juguen exactament igual en el joc.

### Armes
Els supervivents estan armats amb diverses armes de foc. Cada jugador comença el joc amb una pistola semiautomàtica que pot recarregar un nombre il·limitat de vegades i és l'única arma que el supervivent pot usar quan està incapacitado. Quan es troba una segona pistola, el jugador pot empunyar en dos, també amb munició il·limitada. A l'inici de cada campanya, el jugador pot triar entre una metralladora i una escopeta d'acció de bombament. A mesura que els supervivents progressen a través d'una campanya, es poden trobar armes més poderoses: un rifle d'assalt completament automàtic (una millora de la metralladora), una escopeta semiautomàtica (una actualització de l'escopeta d'acció de bombament) i un rifle de caça amb abast de mira. A cada arma de foc es munta una llanterna que es pot encendre i apagar, amb l'excepció de pistoles addicionals. A més de les armes de foc, el jugador també pot portar altres tres articles en el seu inventari: granades improvisades (ja sigui un còctel Molotov o una bomba casolana modificada amb una alarma de fum adjunta dissenyada per atraure els infectats abans que exploti); una farmaciola de primers auxilis, que es pot usar per a guarir a qualsevol supervivent i píndoles analgèsiques, proporcionant una salut temporal que s'esgota gradualment i més ràpid amb el dany dels infectats, i es pot lliurar als companys d'equip per a la seva ús posterior. Independentment de quina arma o element estigui usant un jugador, es pot usar un atac cos a cos per empènyer els infectats que estiguin al seu abast. També estan disponibles armes ambientals, com llaunes de gasolina, cilindres de propà i tancs d'oxigen, que exploten quan són disparats. Aquestes armes ambientals poden ser recollides, mogudes o utilitzades com a armes cos a cos pels supervivents, però mentre carreguen aquests objectes no poden usar les seves armes o elements de salut. Unes metralladores multi-canyó també estan col·locades estratègicament en diversos llocs al llarg dels diferents mapes.

### Personatges infectats
Els infectats (expressats pel músic experimental Mike Patton i l'actor de veu Fred Tatasciore) són els principals antagonistes de Left 4 Dead, i semblen estar inspirats en part pels infectats de diverses pel·lícules modernes, com ara Dawn of the Dead, 28 Days Later i Quarantine. Una distinció important de la primera és que, si bé els infectats s'assemblen als zombis morts vivents tradicionals, són com se cita en el manual del joc, éssers humans infectats amb un patogen similar a la ràbia, molt semblants als infectats en les últimes dues pel·lícules. Encara que mai se'ls ha vist menjant carn o cervells humans, diversos supervivents que han estat assassinats pels infectats apareixen al llarg del joc i semblen haver estat devorats parcialment. En el còmic de The Sacrifice, la mare de Zoey és mossegada a la cara. Llavors, ella comença a atacar la resta de la seva família. Una de les víctimes pot escoltar-se-la dient: "No puc creure que m'hagi mossegat!" abans de ser trobada més tard, completament infectada. En una entrevista amb 1UP.com, Mike Booth va comentar sobre el concepte d'usar un patogen com a inspiració per a l'escenari:
Tot i que òbviament hem superat l'àmbit de la credibilitat amb molts dels nostres "líders" infectats, la idea central d'un patogen que destrueix la ment i col·lapsa la civilització és més horrorosa per a mi que els cadàvers màgicament animats, precisament perquè és plausible. La ràbia és un bon exemple d'un patogen que pot convertir a una mascota familiar lleial, amigable i protectora en una despietada màquina d'atacar. És un virus que reprograma el comportament d'un animal complex, de fet, un mamífer. I si alguna cosa similar li succeís als humans? Left 4 Dead és una resposta possible.
Els infectats comuns trobats durant el joc són ràpids i àgils, febles individualment, però poden ser aclaparadors en nombre. Ells mostren una atracció especial pels sons d'alarma de to agut, com el dispositiu sonor connectat a les bombes casolanes i les alarmes dels cotxes. Sovint, els infectats comuns persegueixen la font d'aquests sorolls mentre ignoren sons de to baix, però molt més forts, com els trets. Ocasionalment, ataquen en masses referides al joc com una "horda".
A més dels infectats comuns, hi ha cinc infectats "especials" o "caps" les mutacions de les quals els atorguen atacs especials que els fan molt més perillosos. Cadascun dels infectats especials, així com les hordes que s'acosten, tenen un so distintiu o un senyal musical oportú, fent que la seva presència sigui fàcilment recognoscible pels jugadors. Existeixen cinc infectats especials a Left 4 Dead:
- El Boomer és un infectat inflat que pot vomitar la seva bilis, afectant la visió dels supervivents i atraient hordes de zombis als supervivents vomitats. Al morir, explota llançant més bilis a l'àrea immediata. Emeten rots i vòmits com també sons quan són a prop. Un senyal de baix doble de cinc notes es reprodueix per detectar al Boomer.
- El Smoker és una criatura coberta d'ebullició amb sis llargues llengües que utilitza per atrapar i arrossegar a un supervivent de retorn a si mateix. Llavors, pot atacar directament al supervivent, permetent que l'horda l'ataqui, o deixar al supervivent suspès sobre un penya-segat o a la vora d'un sostre. El Smoker només allibera la seva víctima: si un company d'equip empeny al supervivent atrapat, si li disparen a la llengua, si el supervivent mor o si el Smoker mor, aquesta última acaba amb una explosió que deixa un núvol de fum que enfosqueix la visió. Els Smokers tenen veus ronques i panteixen o tussen amb freqüència, suposant que van poder haver estat àvids fumadors abans de ser infectats. Un senyal de piano baix de dues notes es reprodueix per detectar al Smoker.
- El Hunter és un enemic totalment àgil que pot saltar i abalançar-se sobre un supervivent, procedint a esquinçar viu a la seva víctima fins a incapacitar-la, matar-la i ser assassinada. Un Hunter emet xiscles o rugits similars als d'un animal quan està a prop, i es pot escoltar un grunyit quan s'ajup per saltar. Un senyal de piano amb un sorprenent to alt es reprodueix per detectar al Hunter.
- La Witch és una infectada amb llargues urpes que es troba plorant en un indret. Sovint, els supervivents poden evitar a la Witch, però si la molesten amb llums, sorolls forts, trets o romanen massa a prop per un període, ella es tornarà summament agressiva i atacarà a la persona que la ha "espantada". Juntament amb el plor, una misteriosa melodia de cor sona quan ella és a prop. La Witch té l'atac més fort dels infectats en el joc; capaç de matar un supervivent amb una esgarrapada a la dificultat més difícil. Com a tal, no pot ser controlada pels jugadors en el mode d'Enfrontament.
- El Tank és una gegantesca bèstia musculosa que té la capacitat de colpejar als supervivents, fer-los volar pels aires i incapacitarlos; també pot llançar pedres i colpejar actuacions i altres runes als supervivents. Sembla que al Tank li falta la mandíbula inferior, però en realitat està oculta al múscul del seu coll. El Tank és el més durador de tots els infectats especials, i requereix el suport total de tots els supervivents per ser assassinat. Per detectar la seva presència, el Tank és acompanyat per una partitura orquestral en auge.

En el mode d'Enfrontament, quatre jugadors addicionals poden prendre el control dels infectats especials, amb excepció de la Witch, que roman controlada per l'ordinador. A cada jugador infectat se li assigna aleatòriament una classe d'infectat especial quan entra en mode de regeneració. Mentre es troben en aquest mode, els infectats poden desplaçar-se ràpidament pel mapa a la recerca d'un lloc apropiat per regenerar. Aquesta ubicació ha d'estar prou allunyada de qualsevol supervivent, fora de la seva línia de visió i fora de les àrees restringides, com els refugis. Al morir, el jugador infectat ha d'esperar entre 10 i 25 segons abans de tornar a entrar en la manera de regeneració, depenent de quants jugadors hi hagi en l'equip infectat. Quan apareix un Tank al joc, els jugadors infectats reben un missatge que indica quin jugador ho controlarà. Els infectats controlats pels jugadors poden veure els contorns dels seus companys a través de parets, de manera similar als supervivents, però també pot veure els contorns de cada supervivent, acolorit segons la seva salut i desapareix si el supervivent s'absté d'atacar, córrer i vocalitzar. Les vies verticals exclusives dels infectats, com canonades i enfiladisses, estan marcades amb símbols animats per als jugadors infectats. Aquests poden ser escalats i utilitzats per emboscades.
Un infectat especial rebutjat conegut com el Screamer era un infectat lligat en una camisa de força i la seva presència es donaria a conèixer per la seva rialla maníaca. No atacaria als supervivents però, en ser detectat, fugiria per trobar un amagatall segur; una vegada que ho faci, emetria un fort crit que atrauria a una horda de zombis. Aviat, els desenvolupadors el van trobar estressant, especialment si estava en una multitud, així que el van treure del joc. El seu poder d'atracció d'hordes es va convertir més tard en l'atac del vòmit del Boomer, que van trobar adequat a causa de la seva imatge obesa. No obstant això, en un moment va coexistir amb el Boomer, que simplement explotaria en ser assassinat i perjudicaria els jugadors propers mentre que el Screamer atrauria als infectats. La camisa de força suggereix que el Screamer podria haver estat boig (i posteriorment sent internat en una institució mental) abans de ser infectat.

### Director d'intel·ligència artifical
La intel·ligència artificial de Left 4 Dead presenta un sistema dinàmic per al ritme, dramàtica i dificultat del joc anomenat "Director". En lloc de punts d'aparició fixos per als enemics, el director col·loca els enemics i objectes en diferents posicions i quantitats segons la situació actual, l'estat, l'habilitat i la ubicació de cada jugador, creant una nova experiència per a cada jugador. El Director també crea estats d'ànim i tensió amb senyals emocionals, com efectes visuals, música dinàmica i comunicació de personatges.
Valve ha denominat a aquesta configuració dinàmica "narrativa emergent". A més del Director d'intel·ligència artificial, hi ha un segon director que controla la música. Va ser creat com una forma de mantenir la música interessant durant tot el joc. El director de música supervisa el que un jugador ha experimentat per crear una combinació adequada. El procés és de la costat del client i es realitza mitjançant un sistema multipista. Cada jugador escolta la seva pròpia barreja, que es genera a mesura que juguen a través del joc, i els jugadors morts que observen a un company d'equip escolten la barreja dels seus companys.
Una versió molt més simple del Director d'intel·ligència artificial es va usar prèviament per a algunes batalles clau en Half-Life 2: Episode Two.
Valve està buscant formes d'aplicar al Director en els seus jocs futurs per fer que el ritme i la dificultat siguin més dinàmics.

### Modes de jocs
Left 4 Dead conté quatre modes de joc: campanya, enfrontament, supervivència i un sol jugador. La campanya cooperativa consisteix en fins a quatre supervivents controlats per jugadors que intenten obrir-se pas entre els refugis i, finalment, ser rescatats. En aquesta manera, els infectats especials són controlats per la intel·ligència artificial. En una campanya d'enfrontament, cada equip d'un a quatre jugadors, juga cada capítol de la campanya com a supervivent i infectat, intercanviant bàndols un cop per capítol. A diferència de la manera campanya, els supervivents morts no reapareixen. Si almenys un supervivent controlat per un jugador acaba el nivell, l'equip dels supervivents guanya cent punts, així com punts de bonificació en funció de la seva salut i els elements de salut del seu inventari. Aquests punts es multipliquen pel nivell de dificultat del capítol i el nombre de supervivents que van acabar. Si tots els supervivents controlats pel jugador són assassinats, l'equip supervivent només guanya punts segons el seu progrés mitjana en el capítol i el multiplicador de dificultat. La manera de supervivència consisteix en un desafiament cronometrat en el qual els jugadors intenten sobreviure el major temps possible contra una horda sense fi de zombis, agregat a l'abril de 2009 en el contingut descarregable del Survival Pack. El mode per a un jugador és similar al mode campanya, però es juga sense connexió a Internet amb tres bots controlats per la intel·ligència artificial com els altres supervivents. En Xbox 360, altres jugadors poden unir-se en la mateixa consola per convertir a la manera d'un sol jugador en un joc cooperatiu fora de línia. El joc també es pot jugar a través d'un enllaç del sistema o xarxa d'àrea local. Els jugadors també han descobert una manera de jugar en mode cooperatiu mitjançant pantalla dividida amb la versió per a PC.

## Producció
El desenvolupament de Left 4 Dead va començar a mitjan 2005. Turtle Rock Studios es va proposar crear un joc inspirat en una pel·lícula de terror que combini l'estructura narrativa basada en personatges de jocs per a un sol jugador amb la interacció social dels jocs multijugador i l'alta capacitat de re-jugabilitat. El joc va ser revelat per primera vegada en una publicació nadalenca de 2006 de PC Gamer UK amb un article de sis pàgines que descriu un joc a la seu de Turtle Rock Studios. Un «teaser tràiler» va ser llançat amb The Orange Box i va ser jugat per primera vegada en el Showdown 2007 LAN a San José i en el QuakeCon 2 007. Turtle Rock Studios va anunciar Left 4 Dead el 20 de novembre de 2006, i va ser adquirit per Valve Corporation el 10 de gener de 2008, a causa del joc i la llarga relació entre les empreses. El joc fou presentat per la seva pre-compra a la plataforma de Valve, Steam, el 15 d'octubre del 2008.
Per donar-li una exposició significativa a Left 4 Dead, Valve va finançar una campanya de màrqueting de 10 milions de dòlars pel joc als Estats Units i Europa, amb anuncis de televisió, impressions, llocs web i ubicacions a l'aire lliure en diverses ciutats. Valve també va organitzar concursos fotogràfics titulats: "Ei, on és el meu polze?", oferint còpies de Left 4 Dead a les persones que enviessin la millor fotografia amb zombis o els anuncis a l'aire lliure.

### Desenvolupament
Left 4 Dead utilitza la versió de 2008 del motor de Valve, Source, amb millores com la compatibilitat amb processadors de múltiples nuclis i una animació basada en la física per retratar de manera més realista el cabell i la roba, i per millorar la interacció física amb els enemics quan se'ls dispara o empeny en diferents parts del cos. L'animació també va millorar per permetre que els personatges s'inclinin de manera realista quan es mouen en camins corbs. La representació i la intel·ligència artificial es van ampliar per permetre un nombre més gran d'enemics que puguin navegar pel món de millors maneres, com escalar, saltar i trencar obstàcles. La il·luminació es va millorar amb el nou mapejat normal d'auto-ombrejat i la representació avançada d'ombres que és important per a transmetre informació sobre l'entorn i les accions del jugador. Les superfícies humides i la boira s'utilitzen per crear estats d'ànim. S'han agregat molts tipus d'efectes visuals cinematogràfics de processament posterior en el joc, inspirats en pel·lícules de terror. Hi ha una correcció de color dinàmica que accentua els detalls segons la importància, el contrast i l'enfocament per enfocar l'atenció en àrees crítiques, grans de pel·lícula per exposar o implicar detalls en àrees fosques i vinyetejat per evocar la tensió i una aparença de pel·lícula de terror.
Left 4 Dead va patir moltes fases de desenvolupament; influenciat per proves de joc, on Turtle Rock Studios va eliminar moltes de les característiques que originalment estaven en el joc. En les fases inicials, hi havia un altre infectat especial anomenat "Screamer", que no tenia atacs, però al detectar a un supervivent correria a un lloc segur i després emetria un potent crit que atrauria a una horda de zombis. Aquest infectat va ser eliminat, però la seva capacitat per atraure l'horda es va incorporar en el vòmit del Boomer. Es va preveure un sistema persistent de mèrit/demèrit per a proporcionar una retroalimentació positiva per bon comportament, com ajudar a un company caigut; i retroalimentació negativa per mal comportament, com disparar-li a un company d'equip. Això proporcionaria una puntuació per classificar l'efectivitat d'un jugador com company d'equip, però aquest sistema es va eliminar a la fi del desenvolupament del joc a favor d'una retroalimentació immediata i no persistent que es mostra en el joc. Un altre element important eliminat va ser una llarga introducció entre campanyes; pel fet que el joc està dissenyat per a ser reproduïble, va ser difícil mantenir l'atenció del jugador per veure repetides escenes de talls, de manera que es van rebutjar en favor d'una narrativa dispersa. A més, el joc va començar amb el disseny d'una gran ciutat amb moltes rutes per als supervivents, però els primers jugadors es van confondre quan van començar a jugar, i després sempre van triar la mateixa ruta; en última instància, Turtle Rock Studios va retallar els mapes de la ciutat en les primeres campanyes, No Mercy i Dead Air.
Certain Affinity va ajudar a Turtle Rock Studios amb la versió en Xbox 360 del joc. La versió per a Xbox 360 de Left 4 Dead té els mateixos modes de joc que la versió per a PC, però té característiques addicionals, com el suport per a pantalla dividida, que permet que dos jugadors juguin fora de línia i en línia des de la mateixa consola, a més del sistema de joc System Link. El mode de pantalla dividida també es pot aconseguir en la versió per a PC, però requereix comandaments de consola i pot requerir la modificació dels fitxers de configuració del controlador; i no està oficialment recolzat. Les dues versions del joc tenen un nou sistema d'aparellament per simplificar el procés de trobar altres jugadors. Aquest nou sistema d'administració de servidors es va trobar amb una reacció negativa dels operadors de servidors de PC, els que amb aquest sistema tenien molt poc control sobre els seus servidors. Això va portar a Valve a llançar una sèrie de millores que van permetre als operadors de servidors eliminar el seu servidor del "grup" d'aparellament de servidors o fer servidors privats. Valve executa servidors dedicats per a ambdues versions del joc.

### Promoció
Per promoure el joc i proporcionar un entrenament bàsic als jugadors abans de començar el joc, Valve va decidir desenvolupar una pel·lícula d'introducció pre-renderitzada. Aquesta pel·lícula va ser llançada per Halloween i mostra esdeveniments abans de l'inici de la campanya de No Mercy. Valve va triar una pel·lícula d'introducció enlloc de les mecàniques d'entrenament en el joc perquè volien que els jugadors caiguessin immediatament en un apocalipsi zombi mundial. Més tard, Valve va detallar en el seu bloc oficial de Left 4 Dead com van dissenyar la pel·lícula, des d'una animació intencionalment molt bàsica a principis de juliol de 2008 fins al resultat final per al llançament del joc.
L'accés prematur a la demo de Left 4 Dead per a les persones que van pre-ordenar el joc va començar el 6 de novembre de 2008 tant per a Windows com per a Xbox 360. Li va donar als usuaris accés a jocs en línia i per a un sol jugador en 2 "escenes" en una "pel·lícula" dins del joc. Aquesta promoció es va oferir a més de l'estalvi del 10% per a aquells que realitzen comandes anticipades i s'apliquen a totes les comandes anticipades d'Steam al Windows i totes les comandes anticipades de Windows i Xbox 360 de GameStop i EB Games a Nord Amèrica. L'11 de novembre, la demo de Left 4 Dead es va posar a disposició de tots els jugadors de Windows i Xbox 360 a tot el món. La demo de Left 4 Dead va ser eliminada del mercat de l'Xbox 360 i del propi Steam després del llançament oficial del joc el 18 de novembre de 2008, però, encara està a disposició dels que ho van jugar.
La demo va tenir molts problemes amb el servidor quan es va llançar, principalment l'estratègia de Valve per a l'administració del servidor en la qual es va fer impossible configurar un servidor privat dedicat amb controls de l'administrador. No obstant això, una sèrie d'actualitzacions va conduir a la disponibilitat d'un navegador de servidor i una funcionalitat bàsica de servidor privat, així com al reconeixement de Valve de les preocupacions dels jugadors. Sembla que una actualitzacio llançada just abans del joc en si ha resolt molts dels problemes de connexió que tenien els jugadors de la demo.
L'1 de maig de 2009, el joc va ser llançat de manera gratuïta a través de l'Steam com una prova d'un dia anomenada "Freaky Free Friday". La prova es va estendre fins al dissabte.
El 5 d'octubre de 2010, el preu del joc a través de l'Steam es va reduir a 6,80 dòlars, o un "paquet de quatre" per 20,40 dòlars, com una promoció coincident al llançament del contingut descarregable gratuït de The Sacrifice.

### Llançament
Left 4 Dead va aconseguir la seva fase daurada el 13 de novembre de 2008 i va ser llançat el 18 de novembre de 2008 a Amèrica del Nord; i el 21 de novembre de 2008 a Europa, coincidint amb el desè aniversari del llançament de Half-Life.
Valve va llançar una actualització per a servidors al desembre de 2008 per impedir que els jugadors de Xbox Live usin trampes similars a les d'ordinador. Un portaveu de Valve va dir: "Aquesta actualitzacio està dissenyada per aturar comportaments tramposos en servidors dedicats, usats en la majoria de maneres de joc cooperatius i d'enfrontament".

### Després del llançament
Valve intenta donar-li un suport a la versió per a ordinador del joc a través d'actualitzacions de contingut gratuïts i la versió de Xbox 360 amb continguts descarregables gratuits. En un podcast de Kotaku, l'escriptor Chet Faliszek va divulgar que un anunci relacionat amb continguts descarregables per a ordinador i Xbox 360 es llançaria "molt aviat", i que l'anunci es va retardar per la temporada de vacances. El 5 de febrer de 2009, Valve va publicar detalls sobre el proper paquet de contingut descarregable. S'inclouen les dues campanyes completes de Death Toll i Dead Air pel mode Enfrontament, que abans no estaven disponibles, així com el mode de joc de supervivència, on els supervivents intentaran sobreviure interminables onades d'infectats durant el major temps possible. L'11 de febrer de 2009, Valve va anunciar que el contingut descarregable pel joc seria gratuït tant per Xbox 360 com per a PC; y el 21 d'abril, fue lanzado. i el 21 d'abril, fou llançat. El mode de supervivència va ser establert amb 16 mapes, 15 d'ells van ser modificats en porcions dels mapes existents i un era una nova campanya situada en un far titulada The Last Stand. El 12 de maig de 2009 es va llançar l'edició del "Joc de l'any" de Left 4 Dead per a PC i Xbox 360, amb actualitzacions i nou contingut inclòs en el disc.
El 15 de maig de 2009, es va iniciar una prova beta oberta per a l'equip de desenvolupament de Source, actualitzada per ser compatible amb Left 4 Dead sota el nom "d'Eines de creació de Left 4 Dead". Això incloïa un nou conjunt de complements que permetia als usuaris importar dades de l'SketchUp, un programa gratuït de modelatge en 3D, directament a l'editor de nivells d'Hammer per a utilitzar en mapes. La versió beta va concloure el 25 de juny de 2009, amb el llançament complet de les eines de creació de Left 4 Dead, la corresponent actualització de servidors i l'aparellament per admetre mapes personalitzats. L'actualització incloïa una eina de línia d'ordres per empaquetar campanyes personalitzades de Left 4 Dead i així facilitar la seva distribució.
Una seqüela, titulada Left 4 Dead 2, va ser anunciada a la conferència E3 de 2009 i llançada el 17 de novembre de 2009. Gabe Newell va respondre a un correu electrònic de Kotaku en el qual explicava que, tot i la propera seqüela, es seguiria donant suport a Left 4 Dead i es planejaria més contingut en els pròxims mesos.
El 4 d'agost de 2009, Valve va anunciar el segon paquet de contingut descarregable, que contenia una nova campanya anomenada Crash Course, establerta poc després dels esdeveniments de No Mercy, on els supervivents intentarien arribar a un dipòsit de camions després que l'helicòpter de notícies que els va rescatar de l'Hospital Mercy s'estavellés. Està disponible pels modes cooperatiu, enfrontament i supervivència, amb diversos ajustaments a la mecànica del joc, i amb noves ubicacions i diàlegs de personatges. Es va anunciar que el contingut descarregable es llançaria el 29 de setembre de 2009, la data en què es va llançar de franc per a PC, tot i que es va llançar accidentalment en Xbox Live a un preu més alt. Poc després, el preu va ser modificat, i tots els jugadors que van comprar el DLC amb el preu alt van ser reembolsats.
El 9 de novembre de 2009, es va publicar una actualització d'aparellament per permetre l'aparellament entre equips de quatre jugadors en el mode d'Enfrontament.
Una campanya de Left 4 Dead 2 titulada The Passing va presentar als quatre supervivents de Left 4 Dead coneixent el nou repartiment com a part d'una campanya completa. El contingut de Left 4 Dead 2 va ser establert el març de 2010, però, es va retardar fins al 22 d'abril de 2010. Per connectar els esdeveniments de The Passing als de Left 4 Dead, Valve va llançar una altra campanya al mes d'octubre de 2010 tant per Left 4 Dead com per la seva seqüela, titulada The Sacrifice; aquests esdeveniments tenen lloc abans de The Passing i expliquen com els supervivents del primer joc es troben els supervivents de Left 4 Dead 2, i com un d'ells, valentament, es va sacrificar per la seguretat dels altres.
Valve va anunciar un còmic digital de 190 pàgines que es va revelar en quatre parts durant les setmanes prèvies al llançament de The Sacrifice. La primera part va ser publicada el 14 de setembre de 2010, amb una nova part programada per a ser llançada cada setmana fins al llançament de The Sacrifice el 5 d'octubre. El còmic va ser il·lustrat per Michael Avon Oeming, l'artista darrere de la sèrie de còmics de Powers, i explica les històries dels quatre supervivents originals, així com els esdeveniments que van portar als orígens de la infecció. El còmic comença amb un Bill greument ferit, acabant-se de sacrificar per salvar els altres, amb tres Tanks apropant-se a ell. Després, canvia a la fi de Blood Harvest, revelant ser una setmana abans. En el DLC de The Sacrifice, qualsevol jugador, ja sigui que jugui amb Bill o no, pot triar sacrificar-se per permetre que els altres supervivents completin la campanya.
El març de 2010, Valve va anunciar que portaria la plataforma de contingut Steam a les computadores macOS; juntament amb ell, proporcionarien versions natives dels jocs de Valve existents, incloent a Left 4 Dead i la seva seqüela. El joc va ser llançat per a macOS el 28 d'octubre de 2010. Left 4 Dead és compatible amb la jugabilitat multijugadora, cosa que permet als jugadors de macOS jugar al costat dels jugadors de PC en els mateixos servidors, i també és part dels títols compatibles d'Steam i Steam Cloud, que permeten que un jugador que hagi comprat el joc en una plataforma el descarregui i jugui a l'altra plataforma de manera gratuita.
Overkill Software, els desenvolupadors de Payday: The Heist, un joc similar a Left 4 Dead, presentant a quatre jugadors en un joc cooperatiu, van anunciar al juny de 2012 que havien treballat amb Valve per crear un DLC per a Payday amb la forma d'un mapa reflectit de l'Hospital Mercy de la campanya No Mercy de Left 4 Dead; però, aquest nivell no és canònic al joc i no té res a veure amb el brot de la infecció que va iniciar els esdeveniments de Left 4 Dead.
El 20 d'agost de 2015, es va llançar una actualització per al joc Zombie Army Trilogy, que va presentar als vuit supervivents de tots dos jocs de Left 4 Dead.
L'estudi de desenvolupament darrere de Left 4 Dead, Turtle Rock Studios, va anunciar un nou videojoc titulat Back 4 Blood, sent confirmat com un successor espiritual del joc.

## Recepció

### Crítica
Left 4 Dead va rebre crítiques extremadament positives dels crítics. A GameRankings, el joc va rebre puntuacions totals de 89.44% i 89.43%, en Xbox 360 i ordinador, respectivament, i una puntuació de 89 sobre 100 en ambdues versions a Metacritic. IGN Entertainment va declarar: "és gairebé perfecte per captar la tensió i acció d'una pel·lícula de zombis de Hollywood", i el va descriure com "possiblement el joc cooperatiu més perfecte d'acció en primera persona". Giant Bomb va comentar que el motor de Source estava començant a mostrar la seva edat, però va elogiar l'ús d'il·luminació i els efectes fílmics del joc que li donen al seu món "una sensació desolada i descolorida", així com les expressions realistes i emotives dels personatges i la fascinant direcció artística. Eurogamer va arribar a la conclusió que Left 4 Dead "és una altra versió profundament professional, plena de personal i progressiva dels jocs d'acció de Valve". Tant IGN com GameSpot van elogiar la capacitat de re-jugabilitat del joc, però GameSpot va criticar la "selecció de mapes limitat" que de vegades podria "ser una mica repetitiu". GameSpy va observar que la manca d'una narrativa general entre les campanyes va ser decepcionant. No obstant això, alguns crítics van elogiar la seva fidelitat al gènere de pel·lícules de zombis, inclosa la història de fons "deliberadament ambigua", i la quantitat de caracterització i emoció aportada per cadascun dels quatre supervivents. TeamXbox va comentar que els problemes de retallada perjudiquen, d'altra banda, a la "increïblement bona" experiència visual. Hideo Kojima, creador de la sèrie de Metal Gear va declarar en una entrevista a 1UP.com que era un "addicte al joc" i que era, segons ell, un dels "principals títols fets amb persones de la indústria cinematogràfica que exploren les profunditats de l'alta definició".

### Vendes
El 28 d'octubre de 2008, Valve va informar que les pre-ordres de Left 4 Dead havien superat a les de The Orange Box en un 95% després que es llancés la pre-venda a Steam. El 21 de novembre de 2008, dia del llançament del joc a Europa, Valve va emetre un comunicat de premsa que deia que Left 4 Dead havia superat els números de pre-ordres de The Orange Box en més del 160%. La versió per a Xbox 360 de Left 4 Dead va ser el setè joc més venut del desembre de 2008 als Estats Units, venent més de 629.000 còpies. El 3 de febrer de l'any següent, Electronic Arts va revelar que Left 4 Dead havia venut més d'1.8 milions de còpies, excloent a Steam i les xifres de vendes mundials. El 26 de març, Mike Booth va revelar que el joc havia superat els 2,5 milions de vendes en el comerç minorista durant una presentació a la Game Developers Conference del 2009. El 24 de setembre de 2009, Valve va anunciar que s'havien venut gairebé 3 milions de còpies del joc. El 10 de maig de 2011, Doug Lombardi va esmentar que el joc i la seva seqüela s'han venut cadascun 3 milions de còpies a la Xbox 360. El dia 11 d'agost de 2011, en una entrevista telefònica amb Giant Bomb, Chet Faliszek va dir que la sèrie havia venut més de 11 milions d'unitats en total.

### Premis
Left 4 Dead va rebre reconeixement com un dels millors jocs multijugadors i un dels millors jocs per a ordinador de 2008 per diverses organitzacions i publicadors de jocs. El joc va ser nomenat el "Millor joc multijugador del 2008" per IGN Entertainment, GameSpy, GameSpy, Spike TV, NoFrag NoFrag i l'Acadèmia Britànica de les Arts Cinematogràfiques i de la Televisió; i com el "Joc d'ordinador de l'any" per l'Acadèmia de les Arts i les Ciències Interactives, Spike TV i Bit-tech. Altres premis inclouen "Assoliment excel·lent en jocs en línia" per l'Acadèmia de les Arts i les Ciències Interactives, "millor ús de so per a PC" i "millor joc de trets" per IGN, "Pare de tots els jocs de trets en primera persona" per NoFrag, i "millor multijugador cooperatiu" y "Mejor juego de disparos" i "millor joc de trets" de 2008 per GameSpot, que també ho va nominar per al "Joc de l'any".